# Сіянцівська сільська рада
Сі́янцівська сільська́ ра́да — колишній орган місцевого самоврядування в Острозькому районі Рівненської області. Адміністративний центр — село Сіянці.

## Загальні відомості
- Сіянцівська сільська рада утворена в 1940 році.
- Територія ради: 28,45 км²
- Населення ради: 957 осіб (станом на 2001 рік)

## Населені пункти
Сільській раді підпорядковані населені пункти:
- с. Сіянці
- с. Кураж
- с. Садки

## Склад ради
Рада складається з 14 депутатів та голови.
- Голова ради: Фурманчук Володимир Іванович
- Секретар ради: Марисюк Наталія Іванівна

### Керівний склад попередніх скликань
| Прізвище, ім'я, по батькові  | Основні відомості                                                                                  | Дата обрання | Дата звільнення |
| ---------------------------- | -------------------------------------------------------------------------------------------------- | ------------ | --------------- |
| Фурманчук Володимир Іванович | Сільський голова, 1960 року народження, освіта вища                                                | 26.03.2006   | 31.10.2010      |
| Фурманчук Володимир Іванович | Сільський голова, 1960 року народження, освіта вища, член Всеукраїнського об'єднання «Батьківщина» | 31.10.2010   |                 |

Примітка: таблиця складена за даними сайту Верховної Ради України